# Торнверд
Торнверд (нід. Toornwerd) — село в нідерландській провінції Гронінген. Входить до складу муніципалітету Емсделта. Його населення станом на 2021 рік складало 60 осіб.